# Тенц, Дмитрий Николаевич
Дми́трий Никола́евич Тенц (род. 19 января 1980, Ставропольский край) — российский легкоатлет, специалист по бегу на короткие дистанции. Выступал на профессиональном уровне в 1998—2012 годах, член сборной России, победитель и призёр первенств всероссийского значения. Представлял Карачаево-Черкесию и Ростовскую область. Мастер спорта России.

## Биография
Дмитрий Тенц родился 19 января 1980 года в Ставропольском крае. Впоследствии постоянно проживал в Черкесске.
Занимался лёгкой атлетикой в Карачаево-Черкесской республиканской школе высшего спортивного мастерства, проходил подготовку под руководством заслуженного тренера КЧР Валентины Григорьевны Вяльцевой.
Выступал на различных всероссийских стартах начиная с 1998 года, в частности в этом сезоне стартовал на чемпионате России среди юниоров.
В 1999 году в беге на 200 метров одержал победу на юниорском турнире в Краснодаре, выступил на зимнем чемпионате России в Москве и летнем чемпионате России в Туле.
В 2000 году выиграл соревнования в Москве, в беге на 100 метров с личным рекордом 10,53 завоевал серебряную награду на Кубке России в Туле, в беге на 400 метров занял пятое место на чемпионате России в Туле, так же установив при этом личный рекорд — 46,37. В качестве запасного бегуна находился в составе российской эстафетной команды на Олимпийских играх в Сиднее, но в итоге выйти здесь на старт ему не довелось.
В 2001 году в 400-метровой дисциплине взял бронзу на открытом чемпионате Москвы.
В 2004 году в беге на 200 метров выиграл бронзовую медаль на Мемориале братьев Знаменских в Казани, был пятым на чемпионате России в Туле.
В 2005 году на 200-метровой дистанции завоевал бронзу на международном турнире «Русская зима» в Москве, получил серебро на зимнем чемпионате России в Волгограде, уступив на финише только Сергею Бычкову.
В 2006 году на зимнем чемпионате России в Москве в беге на 200 метров финишировал пятым.
В 2010 году с командой Карачаево-Черкесии выиграл серебряную медаль в эстафете 4 × 110 метров с барьерами на чемпионате России по эстафетному бегу в Сочи.
Завершил спортивную карьеру по окончании сезона 2012 года.
Впоследствии занимал должность директора Спортивной школы олимпийского резерва по лёгкой атлетике в Черкесске, являлся президентом Федерации лёгкой атлетики Карачаево-Черкесской Республики.